# Državna cesta D78
D78 je državna cesta u Hrvatskoj. Dio je sjeverne obilaznice Čakovca. Ukupna duljina iznosi 1,791 km.

## Naselja
Državna cesta D78 ne prolazi ni kroz jedno naselje. U blizini su naselja Šenkovec i Mihovljan.